# Lîzohubova Sloboda, Zhurivka
Lîzohubova Sloboda (în ucraineană Лизогубова Слобода) este o comună în raionul Zhurivka, regiunea Kiev, Ucraina, formată numai din satul de reședință.

## Demografie
Componența lingvistică a comunei Lîzohubova Sloboda
     Ucraineană (97,11%)
     Rusă (2,41%)
     Alte limbi (0,48%)
Conform recensământului din 2001, majoritatea populației comunei Lîzohubova Sloboda era vorbitoare de ucraineană (97,11%), existând în minoritate și vorbitori de rusă (2,41%).